# Willy von Känel
Willy von Känel (La Chaux-de-Fonds, 1909. október 30. – |Biel, 1991. április 28.) svájci labdarúgócsatár.